# Toma de Churuyaco
La Toma de Churuyaco fue un ataque perpetrado por la guerrilla de las Fuerzas Armadas Revolucionarias de Colombia - Ejército del Pueblo (FARC-EP) el 7 de noviembre de 1992 contra una estación de bombeo de crudo perteneciente a Ecopetrol custodiada por elementos de la Policía Nacional de Colombia, en Churuyaco municipio de Orito, departamento del Putumayo. Tras el ataque, realizado por aproximadamente 300 guerrilleros, 26 uniformados murieron y 2 más quedaron heridos. Este asalto marcó un punto de no retorno en la política de orden público del gobierno de César Gaviria.

## Antecedentes
Luego de la ruptura de las conversaciones en Tlaxcala, la situación de orden público en toda Colombia, se había agravado a causa de los continuos ataques, emboscadas y asesinatos atribuidos a las guerrillas de izquierda, que de esa manera trataban de sentar. Tras unas jornadas bélicas especialmente sangrientas el gobierno y la Coordinadora Guerrillera Simón Bolívar, habían acordado reanudar las conversaciones para el 31 de octubre de 1992; pero nuevamente la estrategia de la subversión consistente en golpear sobre el terreno para llegar fortalecidas a la mesa de negociaciones hizo abortar esta última tentativa de acercamiento. Además la muerte en combate del comandante de las FARC-EP, Rigoberto Lozada Perdomo alias “Joselo”, uno de los fundadores de la organización, gatillo una fuerte ofensiva insurgente: en el mes de octubre fueron ejecutados ataques sistemáticos contra la Fuerza Pública, los oleoductos, las vías de comunicación y las torres de energía. El 20 de ese mes, 9 soldados murieron en Las Mirlas cerca de Barrancabermeja, al caer en una emboscada. Gaviria respondió entonces descartando el inicio de nuevas negociaciones, declarando con ello que el conflicto se iba a desarrollar a partir de ese momento en el plano estrictamente militar. Las FARC-EP se encargarían de corroborarlo pocos días después, tomándose el puesto policial de Churuyaco.

## Ataque
A las 4.15 de la madrugada del sábado 7 de noviembre, al menos 300 guerrilleros de los frentes 13 y 32 del Bloque Sur de las FARC-EP comenzaron el asalto por sorpresa contra las instalaciones policiales de Churuyaco. Se trataba de un astuto golpe de mano que trataba de reducir rápidamente a los policiales, que a esa hora se hallaban durmiendo.
Churuyaco hacia parte del Distrito Sur de la Empresa Colombiana de Petróleos (Ecopetrol), y el crudo que de allí se extraía o almacenaba, era bombeado a través del Oleoducto Transandino hasta el puerto nariñense de Tumaco. El sitio del ataque está a ocho horas por carretera de Mocoa, y treinta minutos en helicóptero de Puerto Asís. El puesto policial como tal tenía únicamente una construcción de ladrillo y cemento, donde estaba la sala de comunicaciones. El resto de las instalaciones consistía en simples cambuches o enramadas acondicionadas por los propios uniformados para dormir en ellas.
Iniciado el violento ataque, los policías ocuparon sus posiciones de defensa y corrieron a sus trincheras para repeler el asalto, pero la desproporción de medios humanos y materiales inclinó la balanza del lado de los insurgentes, quienes bombardearon las posiciones de los uniformados con granadas y tacos de dinamita, mientras avanzaban protegidos por la cobertura de sus fusiles y ametralladoras. Los policías malamente armados (con pocos proveedores para cada fusil G3 y sin granadas de fragmentación) respondieron el fuego durante al menos una hora hasta caer muertos en sus posiciones o quedar sin municiones. Al menos 4 efectivos del gobierno que se rindieron, fueron fusilados por los guerrilleros, que les dispararon en la cabeza. Otros más que quedaron heridos en sus refugios fueron también rematados. Para las 06:00 el puesto había sido copado en su totalidad. Solo sobrevivieron los agentes Fabio Benavides Marcillo y Germán Oliver Morales García, quienes se hicieron los muertos para poder sobrevivir al ataque.
La Policía Nacional y el Ejército Nacional explicaron posteriormente que desde Puerto Asís (Putumayo) que no se pudieron atender los llamados de emergencia lanzados desde Churuyaco a la madrugada, debido al mal tiempo que impedía el sobrevuelo de helicópteros. Los primeros refuerzos en llegar al sitio lo hicieron apenas a las 7 de la mañana, cuando los insurgentes ya se habían retirado una hora antes. La guerrilla se apoderó de 34 fusiles y de varios radios de comunicación.

## Consecuencias
Después de este violento asalto y sobre todo debido a la sevicia con que actuaron los insurgentes, la administración Gaviria abandona definitivamente su política de negociación con la guerrilla, mientras el conflicto entraba en lo que se llamó la "Guerra integral". El Ejecutivo decretó por segunda vez el Estado de Conmoción Interior, y llamó a calificar servicios a los comandantes del Ejército Nacional, la Armada y la Fuerza Aérea, para conformar una nueva línea de mando.

## Policías abatidos
- Cabo segundo: Héctor Jaime Pescador Trejos
- Agentes: Rafael Enrique Acuña Parra, Jesús Cerón Rosero, Gustavo Gerardo Chamorro De La Cruz, Sebastián Contreras Ramírez, José Ramiro Delgado Camuez, Alejandro de Jesús García Osorio, Luis Alberto Gil García, Alberto Gómez Mina, Carlos Humberto Jiménez Bañuel, Eliécer López Ariza, Wilson de Jesús Maya Maya, José Joaquín Meléndez Miranda, Javier Morales Vinasco, Wilson Mosquera Moreno, Hugo Libardo Ortega Quiroz, Humberto Orlando Ráquira Ráquira, Gerardo Rosero Mora, Harold Ruano López, Milton César Ruiz Orozco, Gil Mario Sánchez Barrantes, Martín Torres Ramírez, Roberto William Torres Samuet, José Henry Triana Correa, Giovanny Antonio Valencia Martínez y Juan Carlos Villota Brand.